# Melita corticis
Melita corticis is een vlokreeftensoort uit de familie van de Melitidae. De wetenschappelijke naam van de soort is voor het eerst geldig gepubliceerd in 2005 door Appadoo & Myers.